# とやま城郭カード
とやま城郭カード（とやまじょうかくカード）は、富山県砺波市が発行する富山県内94ヶ所の城郭・城跡と、県内ゆかりの武将6名をテーマとした計100種（2024年（令和6年）4月現在）のトレーディングカードである。対象城郭を撮影した写真を砺波市埋蔵文化財センター「しるし」に持ち込むことで入手出来る。

## 概要
砺波市教育委員会が、市民の文化財に対する興味・関心を高め、保護意識を啓発する取り組みの一環として、2018年（平成30年）に県内50ヶ所（第一弾：No.1〜50）の「城」を選んでカード化したものである。松倉城（No.3）や高岡城（No.28）、庄ノ城（壇城、No.40）などのように国・県・市・町の史跡に指定されたり、日本100名城に選定されたりしている著名な城跡だけでなく、古国府城（No.30）のような史跡未指定の城郭遺跡なども対象としている。
カードの規格は縦62ミリメートル×横88ミリメートルで、表には城の名称と写真、文化財としての種類が書かれ、裏には城の種類（平城・平山城・山城等）や別称、所在地、規模、城主、みどころなど、城を紹介する情報が書かれている。
カードは砺波市埋蔵文化財センター「しるし」が発行しているが、必ず1度は城跡現地を訪問しなくては入手できない仕組みになっており、カメラやスマートフォンで城跡碑や解説板、その城とわかる遺構を撮影し、センター職員に提示することで発行される。
なお、富山県内の城跡は解っているだけ400ヶ所以上あり、対象城郭の数はその4分の1未満にすぎない。
「No.38増山城」については、好評により配布しつくされたことから、2020年（令和2年）12月24日に新たに「特別バージョン（桜色）」が発行された。
2024年（令和6年）4月には、新たに県内44ヶ所の城郭と、富山県にゆかりのある武将6名のカードが「とやま城郭カード第二弾（No.51〜100）」として発行され、計100種となった。

## 一覧
1. 宮崎城（下新川郡朝日町宮崎）：県の史跡
2. 若栗城（黒部市若栗）：市の史跡
3. 松倉城（魚津市鹿熊）：県の史跡
4. 魚津城（魚津市本町）：市の史跡
5. 升方城（魚津市升方）：市の史跡
6. 天神山城（魚津市小川寺）：市の史跡
7. 北山城（魚津市北山）：市の史跡
8. 水尾城（魚津市鹿熊）：市の史跡
9. 石の門砦（魚津市升方）：市の史跡
10. 弓庄城（中新川郡上市町館西円場ほか）：町の史跡
11. 千石山城（中新川郡上市町千石ほか）
12. 茗荷谷山城（中新川郡上市町大岩ほか）
13. 池田城（中新川郡立山町池田）：町の史跡
14. 日中砦（中新川郡立山町日中）町の史跡
15. 蓑輪城・護摩堂城（滑川市箕輪・中新川郡上市町護摩堂）
16. 富山城（富山市本丸）
17. 白鳥城（富山市城山ほか）
18. 中地山城（富山市中地山）：市の史跡
19. 城生城（富山市八尾町城生）：市の史跡
20. 尾畑城（富山市八尾町尾畑ほか）：市の史跡
21. 富崎城（富山市婦中町富崎）
22. 高山城（富山市婦中町高山）
23. 井田主馬ヶ城（富山市八尾町井田）：市の史跡
24. 安田城（富山市婦中町安田ほか）：国の史跡
25. 大道城（富山市八尾町大道ほか）：市の史跡
26. 放生津城（射水市二の丸ほか）：市の史跡
27. 日宮城（射水市下条ほか）：市の史跡
28. 高岡城（高岡市古城）：国の史跡
29. 守山城（高岡市守山）：市の史跡
30. 古国府城（高岡市伏木古府）
31. 木舟城（高岡市福岡町木舟）：県の史跡
32. 赤丸城（高岡市福岡町馬場ほか）：市の史跡
33. 鴨城（高岡市福岡町加茂ほか）：市の史跡
34. 森寺城（氷見市森寺城山）：市の史跡
35. 阿尾城（氷見市阿尾）：県の史跡
36. 飯久保城（氷見市飯久保）
37. 中村城（氷見市中村ほか）
38. 増山城（砺波市増山）：国の史跡
39. 安川城（砺波市安川）：砺波市ふるさと文化財
40. 壇城（砺波市庄川町庄）：市の史跡
41. 千代ヶ様城（砺波市庄川町庄）：砺波市ふるさと文化財
42. 隠尾城（砺波市庄川町隠尾）：市の史跡
43. 今石動城（小矢部市上野本桜町）：市の史跡
44. 松根城（小矢部市内山ほか）：国の史跡
45. 一乗寺城（小矢部市八伏ほか）：市の史跡
46. 安養寺御坊（安養寺城）（小矢部市末友）：市の史跡
47. 上見城（南砺市上見）：市の史跡
48. 井波城（南砺市井波）：市の史跡
49. 土山御坊・御峰城（南砺市土山）：市の史跡
50. 桑山城（南砺市川西）
51. 横尾城（下新川郡朝日町横尾）
52. 武隈屋敷（魚津市小菅沼）：市の史跡
53. 坪野城（魚津市坪野）：市の史跡
54. 郷柿沢館（中新川郡上市町郷柿沢）：町の史跡
55. 稲村山城（中新川郡上市町釈泉寺）：町の史跡
56. 郷田砦（中新川郡上市町柿沢）
57. 小出城（富山市水橋小出）
58. 蜷川館（富山市蜷川）
59. 願海寺城（富山市願海寺・野町）
60. 大峪城（富山市五福）
61. 猿倉城（富山市舟倉）
62. 髙嶺城（富山市八尾町髙嶺）
63. 長沢東城（富山市婦中町長沢）
64. 長沢西城（富山市婦中町長沢字城山谷）
65. 上熊野城（富山市上熊野）
66. 大村城（富山市海岸通）
67. 長山砦（富山市八尾町深尾）
68. 二ツ城（高岡市ほか）
69. 頭川城（高岡市頭川）
70. 小浦城（氷見市小久米）
71. 海老瀬城（氷見市余川ほか）
72. 惣領砦（氷見市惣領）
73. 荒山砦（氷見市小滝、石川県鹿島郡中能登町）
74. 神代城（氷見市神代）
75. 亀山城（砺波市増山）
76. 孫次山砦（砺波市増山）
77. 小倉の土居（砺波市鷹栖）：砺波市ふるさと文化財
78. 東保館（砺波市東保）：砺波市ふるさと文化財
79. 小倉殿館（砺波市鷹栖）
80. 御館山館（砺波市高波）
81. 市谷牛嶽神社（砺波市市谷）：城郭伝承地
82. 鉢伏山城（砺波市庄川町鉢伏山）:城郭伝承地
83. 源氏ヶ峰城（小矢部市道林寺）
84. 道坪野城（小矢部市道坪野）
85. 蓮沼城（小矢部市蓮沼）
86. 安楽寺城（小矢部市安楽寺）
87. 名畑城（小矢部市名畑）
88. 八乙女山砦（南砺市大谷ほか）：市の史跡
89. 井口城（南砺市池尻）：市の史跡
90. 寺家新屋敷館（南砺市寺家新屋敷）：市の史跡
91. 野尻城（南砺市野尻）：市の史跡
92. 福光城（南砺市荒町）：市の史跡
93. 砂子坂道場（南砺市土山、石川県金沢市）
94. 広瀬城（南砺市館）
95. 佐々成政（富山ゆかりの武将カード）：城郭カードNo.16「富山城」を提示した者に配布。
96. 神保慶宗（富山ゆかりの武将カード）：城郭カードNo.26「放生津城」を提示した者に配布。
97. 前田利長（富山ゆかりの武将カード）：城郭カードNo.28「高岡城」を提示した者に配布。
98. 神保氏張（富山ゆかりの武将カード）：城郭カードNo.29「守山城」を提示した者に配布。
99. 神保長職（富山ゆかりの武将カード）：城郭カードNo.38「増山城」を提示した者に配布。
100. 中川光重（富山ゆかりの武将カード）：城郭カードNo.38「増山城」を提示した者に配布。